# Spoorlijn Wanne-Eickel - Duisburg-Ruhrort
De spoorlijn Wanne-Eickel - Duisburg-Ruhrort is een Duitse spoorlijn en is als spoorlijn 2206 onder beheer van DB Netze.

## Geschiedenis
Het traject werd door de Cöln-Mindener Eisenbahn-Gesellschaft in fases geopend:
- Wanne-Eickel - Schalke: 7 november 1871
- Schalke - Sterkrade: 15 november 1873
- Sterkrade - Ruhrort: 1 juli 1875

## Treindiensten
De NordWestBahn verzorgt het personenvervoer tussen Osterfeld Süd en Grafenbusch met RB treinen. 
| Serie | Treinsoort                  | Route                                                                             | Bijzonderheden |
| ----- | --------------------------- | --------------------------------------------------------------------------------- | -------------- |
| RB 44 | Regionalbahn (NordWestBahn) | Oberhausen Hbf – Oberhausen-Osterfeld Süd – Bottrop Hbf – Gladbeck West – Dorsten | Der Dorstener  |

## Aansluitingen
In de volgende plaatsen is of was er een aansluiting op de volgende spoorlijnen:
Wanne-Eickel Hbf
DB 2154, spoorlijn tussen Bochum-Riemke en Wanne-Eickel
DB 2200, spoorlijn tussen Wanne-Eickel en Hamburg
DB 2201, spoorlijn tussen Wanne-Eickel en aansluiting Baukau
DB 2202, spoorlijn tussen Herne-Rottbruch en Wanne-Eickel
DB 2203, spoorlijn tussen Wanne-Eickel en Wanne-Unser Fritz
DB 2204, spoorlijn tussen Wanne-Eickel en Wanne-Unser Fritz
DB 2205, spoorlijn tussen Wanne-Eickel en aansluiting Bickern
DB 2208, spoorlijn tussen Wanne-Eickel en Herne
DB 2209, spoorlijn tussen Essen-Kray Nord en Wanne-Eickel
DB 2230, spoorlijn tussen aansluiting Hessler en Wanne-Eickel
DB 2231, spoorlijn tussen Gelsenkirchen en Wanne-Eickel
DB 2232, spoorlijn tussen Gelsenkirchen-Wattenscheid en Wanne-Eickel
DB 2650, spoorlijn tussen Keulen en Hamm
DB 9220, spoorlijn tussen Wanne Übergabebahnhof en Wanne Westhafen
DB 9223, spoorlijn tussen Wanne Übergabebahnhof en Wanne Herzogstraße
aansluiting Bickern
DB 2205, spoorlijn tussen Wanne-Eickel en aansluiting Bickern
Gelsenkirchen-Schalke
DB 2235, spoorlijn tussen Gelsenkirchen-Bismarck en Gelsenkirchen-Schalke
aansluiting Nordstern
DB 2153, spoorlijn tussen Bochum en aansluiting Nordstern
Essen-Karnap
DB 17, spoorlijn tussen Essen-Karnap en Gelsenkirchen-Horst Nord
Bottrop Süd
DB 2243, spoorlijn tussen Essen-Dellwig en Bottrop Süd
Oberhausen-Osterfeld Süd
DB 18, spoorlijn tussen Osterfeld en Sterkrade
DB 2246, spoorlijn tussen Hugo en Oberhausen-Osterfeld Süd
DB 2250, spoorlijn tussen Oberhausen-Osterfeld Süd en Hamm
DB 2253, spoorlijn tussen Essen-Katernberg Nord en Oberhausen-Osterfeld
DB 2320, spoorlijn tussen Duisburg-Wedau en Oberhausen-Osterfeld Süd
aansluiting Grafenbusch
DB 2260, spoorlijn tussen aansluiting Grafenbusch en Duisburg-Neumühl
DB 2272, spoorlijn tussen Oberhausen Hbf Obn en aansluiting Grafenbusch
Oberhausen-Sterkrade
DB 18, spoorlijn tussen Osterfeld en Sterkrade
DB 71, spoorlijn tussen Sterkrade en Walsum
DB 2270, spoorlijn tussen Oberhausen en Emmerich
Duisburg-Neumühl
DB 2260, spoorlijn tussen aansluiting Grafenbusch en Duisburg-Neumühl
DB 2306, spoorlijn tussen Duisburg-Neumühl en Duisburg-Hamborn
lijn tussen Duisburg-Neumühl en Hamborn Rangierbahnhof
Duisburg-Meiderich Nord
DB 2305, spoorlijn tussen de aansluiting Buschmannshof en Duisburg-Meiderich Nord
Duisburg-Ruhrort Hafen
DB 3, spoorlijn tussen Ruhrort alter Hafen en Ruhrort neuer Hafen
DB 2274, spoorlijn tussen Oberhausen en Duisburg-Ruhrort
DB 2300, spoorlijn tussen Duisburg-Ruhrort en Essen
DB 2301, spoorlijn tussen Duisburg-Ruhrort Hafen en Duisburg-Meiderich Süd
Duisburg-Ruhrort
DB 24, spoorlijn tussen Homberg en Moers via een spoorwegveer over de Rijn
DB 2274, spoorlijn tussen Oberhausen en Duisburg-Ruhrort
DB 2300, spoorlijn tussen Duisburg-Ruhrort en Essen
DB 2332, spoorlijn tussen Trompet en Duisburg-Homberg via een spoorwegveer over de Rijn

## Elektrische tractie
Het traject werd tussen de aansluiting Bickern en Sterkrade tussen 1967 en 1975 geëlektrificeerd met een wisselspanning van 15.000 volt 16⅔ Hz.